# Tlontoares
Tlontoares is een bestuurslaag in het regentschap Pamekasan van de provincie Oost-Java, Indonesië. Tlontoares telt 1449 inwoners (volkstelling 2010).